# Сан-Хуан (станция метро)
«Сан-Хуан» (исп. San Juan) — станция Линии C метрополитена Буэнос-Айреса.
Станция находится в районе Конститусьон, поблизости от пересечения улиц Авенида Нуэве-де-Хулио и Авенида Сан-Хуан, от последней станция метро и получила своё наименование. Улица же получила своё название от провинции Сан-Хуан. Станция Сан-Хуан была открыта 9 ноября 1934 года. В 1997 году станция была включена в число Национальных исторических памятников.
Станция украшена 2 керамическими панно размером 16,15 х 1,8 метров, выполненными по эскизам 1934 года художников Мартина С. Ноэля и Мануэля Эскасани и изготовленными в Севилье. На одном панно изображены испанские города Альбасете, Мурсия и Валенсия, на втором — Самора, Саламанка и Леон.